# Kathedrale von Arequipa

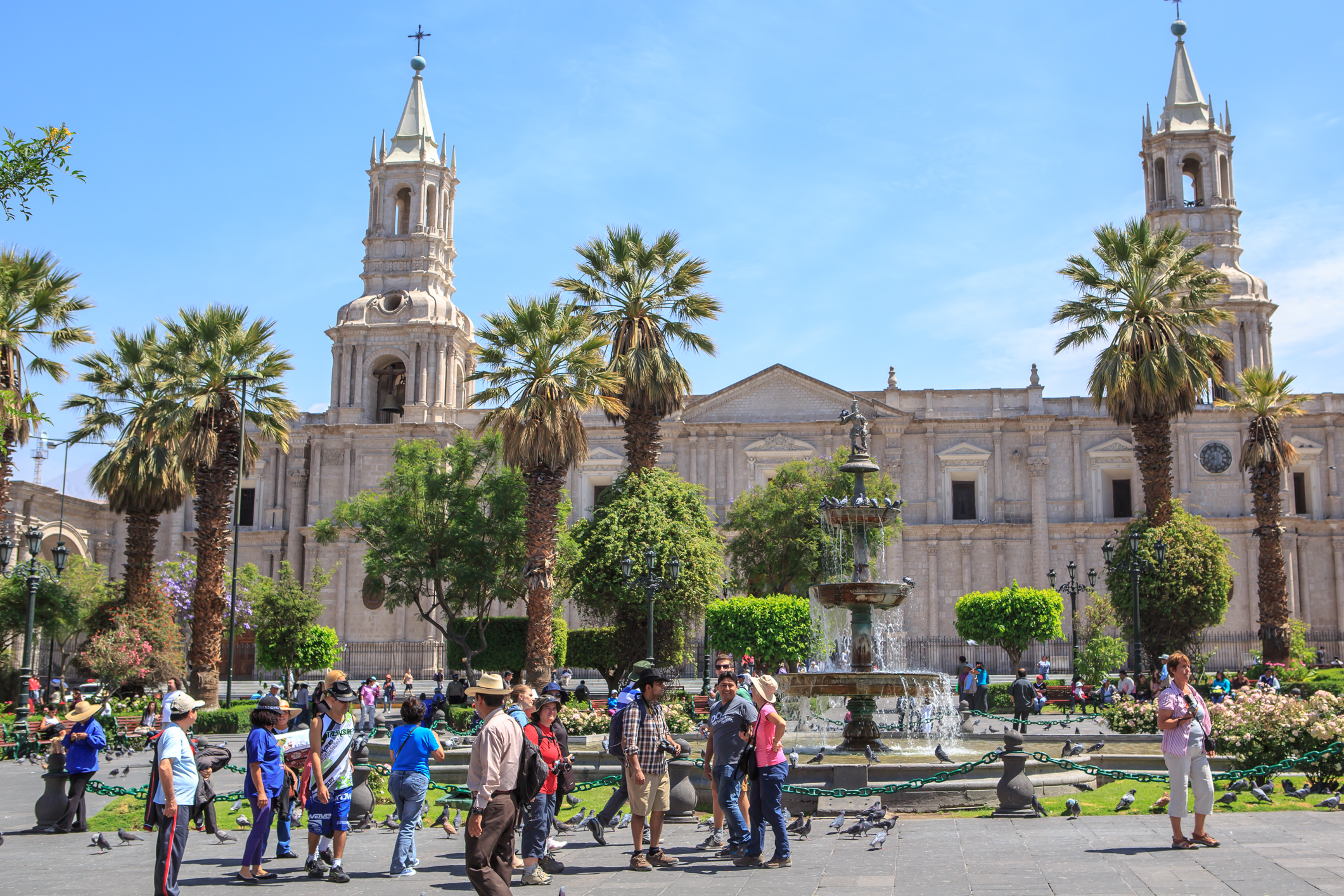
Fassade der Kathedrale zur Plaza de Armas

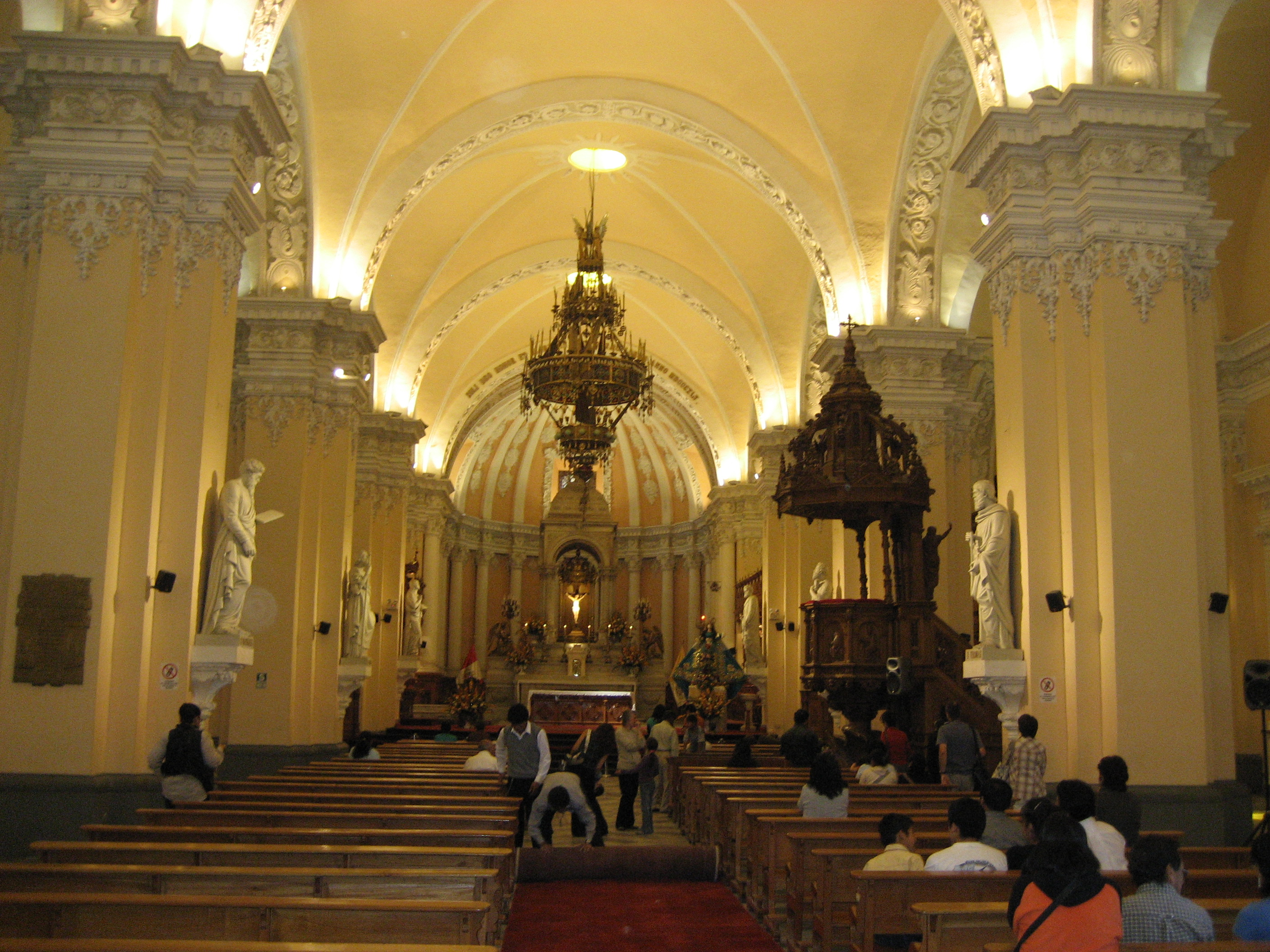
Innenraum der Kathedrale

Die Kathedrale von Arequipa oder Kathedralbasilika Santa Maria (spanisch Basilika Catédral di Santa María) ist eine römisch-katholische Kirche in Arequipa im Süden von Peru. Die Marien-Kathedrale des Erzbistums Arequipa trägt den Titel einer Basilica minor. Die Kirche, die die gesamte Nordseite der Plaza de Armas einnimmt, ist ein zentrales Bauwerk des UNESCO-Welterbes Historisches Stadtzentrum von Arequipa.

## Geschichte
Mit der Gründung der Stadt Arequipa am 15. August 1540 durch Garcí Manuel de Carbaja wurde auch der Bau der Kathedrale beschlossen. Als erster Architekt wurde 1544 Pedro Godínez beauftragt. Der Bau erlitt durch das Erdbeben von 1583 einen ersten Rückschlag. Der Wiederaufbau ab 1588 wurde 1600 durch den Ausbruch des Huaynaputinas und das Erdbeben von 1604 zerstört, auch die Landwirtschaft der Region hatte unter dem Ascheregen stark gelitten. 1609 wurde die Ruine der Kirche mit der Gründung des Bistums Arequipa durch Paul V. zur Kathedrale erhoben. Mit dem Weiterbau der Kathedrale wurde 1621 Andrés de Espinoza beauftragt, der 1628 starb. 1656 konnte der Bau der Kathedrale fertiggestellt werden.
1844 wurden große Teile der Kathedrale, besonders der Ausstattung, durch einen Brand zerstört. Die Fassade erhielt beim umgehenden Wiederaufbau durch Lucas Poblete ihr heutiges Aussehen im Stil der Neorenaissance. Das starke Erdbeben von 1868 beschädigte die Kirche schwer, sie wurde durch Poblete rekonstruiert. Die Kirche wurde 1940 durch Papst Pius XII. zur Basilica minor erhoben. Im Jahr 2000 wurde die Kathedrale als Teil der historischen Innenstadt zum Welterbe erklärt. Der beim Erdbeben von 2001 herabgestürzte linke Glockenturm wurde bis 2004 wieder aufgebaut.

## Architektur
Die dreischiffige Kirche wurde in den verschiedenen Einflüssen der spanischen Kolonialarchitektur errichtet. Sie hat bei einer Länge von 85 Metern eine Breite von 25 Metern. Sie wurde aus vulkanischen Ignimbrit-Quadern und Backstein errichtet. Ihre klassizistische Fassade besteht aus siebzig Säulen mit korinthischen Kapitellen und besitzt zwei Glockentürme auf der Platzseite.
Zum Ende des 19. Jahrhunderts wurde die innen wenig spektakuläre Kathedrale mit Marmor ausgestaltet, so wurde der Hauptaltar aus Carrara-Marmor von Felipe Maratillo hergestellt. Eine neugotische Kanzel wurde aus Frankreich importiert, die die Künstlerin Buisine Rigot in Lille aus Eichenholz geschnitzt hatte. Weiterhin wurde eine Orgel von François-Bernard Loret aus Belgien installiert, die zu den größten Südamerikas zählt.